# Iso-Kankainen (sjö i Tuusniemi, Norra Savolax)
Iso-Kankainen är en sjö i kommunen Tuusniemi i landskapet Norra Savolax i Finland. Den är 19,2 meter djup. Arean är 34 hektar och strandlinjen är 4,27 kilometer lång.  Den  ingår i Vuoksens huvudavrinningsområde.  Sjön ligger omkring 37 kilometer öster om Kuopio och omkring 350 kilometer nordöst om Helsingfors. 
I sjön finns ön Kankaisensaari (halvö). 